# Stenotarsus anisotomoides
Stenotarsus anisotomoides là một loài bọ cánh cứng trong họ Endomychidae. Loài này được Gerstsecker miêu tả khoa học năm 1858.